# Équipe de France de rugby à XV en 2022

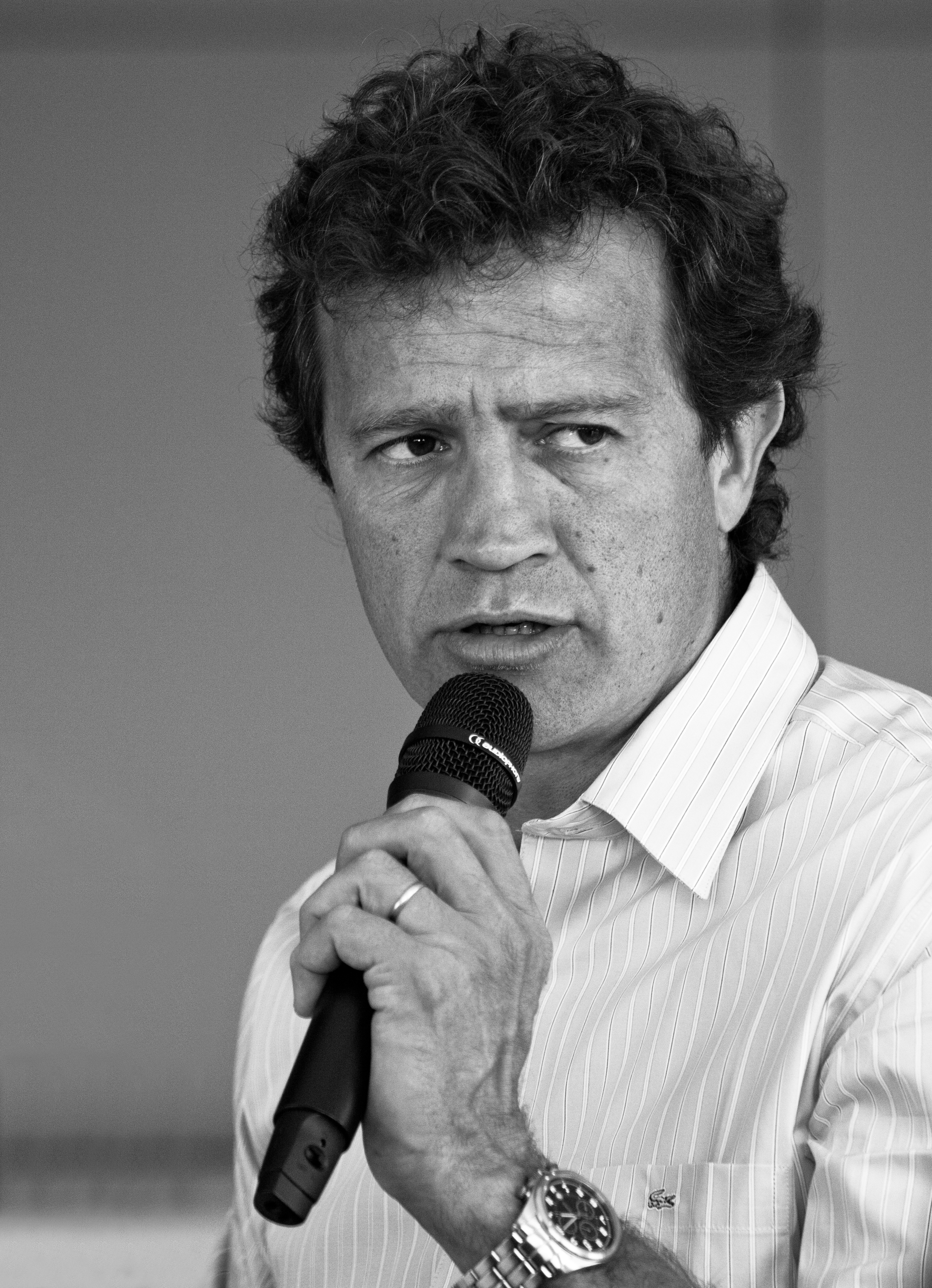
Fabien Galthié, sélectionneur et entraîneur principal du XV de France.

L'équipe de France de rugby à XV, en 2022, dispute le tournoi des Six Nations pour la 92e fois de son histoire, ainsi que deux tournées. C'est la troisième année pour le tandem Fabien Galthié-Raphaël Ibañez à la tête de l'équipe de France.

## Déroulé

### Tournoi des Six Nations
Le XV de France commence l'année 2022 et le tournoi des Six Nations avec le statut de favoris notamment après sa victoire en novembre face aux All Blacks au Stade de France. Lors du premier match face à la Squadra Azzura, marqué par un triplé de l'ailier Gabin Villière, le premier pour les Bleus dans le Tournoi depuis 2008, les Bleus s'imposent 37-10 avec le bonus offensif, menés par Antoine Dupont, reconduit capitaine après la tournée d'automne 2021, Charles Ollivon étant toujours blessé. La semaine suivante, l'équipe de France fait chuter à domicile l'autre prétendant au titre, l'Irlande, au cours d'un match maîtrisé remporté 30 à 24. Après les deux premières journées le XV de France se retrouve la seule nation capable de réaliser le Grand Chelem. Deux semaines après, le XV de France affronte le XV du Chardon à Murrayfield et le bat pour la première fois dans le Tournoi depuis 2019 sur le score de 36 à 17 avec six essais inscrits par les Français. Après une nouvelle pause de deux semaines, les Bleus affrontent les Gallois au Principality Stadium de Cardiff. Dans un match serré, les Bleus parviennent à l'emporter notamment grâce à leur défense, ce qui leur permet de conserver et de renforcer leurs espoirs de Grand Chelem. Le 19 mars, dernière journée du Six Nations, les Bleus se trouvèrent dans l'obligation de gagner, et donc de réaliser le Grand Chelem, s'ils voulaient emporter le trophée, l'Irlande s'étant débarrassée facilement de l'Écosse et ayant pris la tête du classement. Au bout d'un match maîtrisé durant lequel ils n'auront jamais réellement été mis en danger par le XV de la Rose, les Français s'imposent 25 à 13 au Stade de France, remportant leur 26e Tournoi et leur 10e Grand Chelem.

### Tournée d'été au Japon
Pour la première fois de son histoire, l'équipe de France part en tournée d'été au Japon pour affronter les Brave Blossoms dans deux test match. L'effectif de Fabien Galthié est composé de plusieurs joueurs inexpérimentés, plusieurs cadres étant laissés au repos, mais inclut aussi de joueurs expérimentés revenant en sélection comme le capitaine Charles Ollivon, un an après sa blessure, ou le centre Virimi Vakatawa. Le premier match, disputé au Toyota Stadium, débouche sur une large victoire des Français, tenus en échec à la mi-temps (13-13) mais qui arrivent à mettre en place leur jeu en seconde période pour inscrire cinq essais au total et s'imposer largement (42-23). Le second match voit les Bleus être mis en difficulté par les Nippons, qui mènent 15 à 7 à la mi-temps, mais les Français reviennent dans le match, notamment grâce à un essai de Couilloud, et l'emportent 20 à 15. Cette dixième victoire consécutive permet au XV de France de Fabien Galthié de réaliser la plus longue série de victoires de l'équipe de France depuis 1937.

### Tournée d'automne
À l'automne 2022, les Bleus affrontent successivement l'Australie, l'Afrique du Sud et le Japon. Ils entament cette tournée par un match très disputé au Stade de France face aux Wallabies, que les Bleus n'emportent que d'un point (30-29), grâce à un essai spectaculaire de Damian Penaud, à deux minutes de la fin. Par cette victoire, les Bleus battent leur record d'invincibilité, le portant à 11 matchs, leur dernière défaite remontant au 17 juillet 2021, face à ces mêmes Australiens. Cette série se poursuit ensuite face aux Springboks, seule équipe que les Bleus de Galthié n'ont alors encore jamais rencontré (et donc battus). Dans un match d'un grosse intensité, où les Sud-Africains perdent le meilleur joueur du monde 2019, Pieter-Steph du Toit sur un carton rouge après un déblayage dangereux sur Danty dès la 12e minute et les Français leur capitaine Antoine Dupont sur un plaquage en l'air de Cheslin Kolbe, les Bleus s'imposent finalement 30 à 26, grâce à un essai salvateur de Sipili Falatea à la 74e, que beaucoup contestèrent, le voyant aplatir en deux temps. La semaine suivante, les Bleus se défont du Japon 35 à 17, sans toutefois briller par leur jeu. Ils portent ainsi à treize leur nombre record de succès consécutifs. 

## Tableau des matchs
| Date             | Lieu                           | Adversaire     | Score   | Type                    | Équipe et marqueurs |
| ---------------- | ------------------------------ | -------------- | ------- | ----------------------- | --- |
| 6 février 2022   | Stade de France, Saint-Denis   | Italie         | V 37-10 | Tournoi des Six Nations | Melvyn Jaminet - Damian Penaud, Gaël Fickou, Jonathan Danty, Gabin Villière - (o) Romain Ntamack, (m) Antoine Dupont - Grégory Alldritt, Dylan Cretin, Anthony Jelonch - Paul Willemse, Cameron Woki - Uini Atonio, Julien Marchand, Cyril Baille 5 essais (Jelonch, Villière x3, Penaud), 3 transformations (Jaminet x2, Ntamack), 2 pénalités (Jaminet x2)    |
| 12 février 2022  | Stade de France, Saint-Denis   | Irlande        | V 30-24 | Tournoi des Six Nations | Melvyn Jaminet - Damian Penaud, Gaël Fickou, Yoram Moefana, Gabin Villière - (o) Romain Ntamack, (m) Antoine Dupont - Grégory Alldritt, Anthony Jelonch, François Cros - Paul Willemse, Cameron Woki - Uini Atonio, Julien Marchand, Cyril Baille 2 essais (Dupont, Baille), 1 transformation (Jaminet), 6 pénalités (Jaminet x6)                               |
| 26 février 2022  | Murrayfield Stadium, Édimbourg | Écosse         | V 17-36 | Tournoi des Six Nations | Melvyn Jaminet - Damian Penaud, Gaël Fickou, Jonathan Danty, Yoram Moefana - (o) Romain Ntamack, (m) Antoine Dupont - Grégory Alldritt, Anthony Jelonch, François Cros - Paul Willemse, Cameron Woki - Uini Atonio, Julien Marchand, Cyril Baille 6 essais (Willemse, Moefana, Danty, Fickou, Penaud x2), 3 transformations (Jaminet x3)                        |
| 11 mars 2022     | Principality Stadium, Cardiff  | Pays de Galles | V 9-13  | Tournoi des Six Nations | Melvyn Jaminet - Yoram Moefana, Gaël Fickou, Jonathan Danty, Gabin Villière - (o) Romain Ntamack, (m) Antoine Dupont - Grégory Alldritt, Anthony Jelonch, François Cros - Paul Willemse, Cameron Woki - Uini Atonio, Julien Marchand, Cyril Baille 1 essai (Jelonch), 1 transformation (Jaminet), 1 pénalité (Jaminet)                                          |
| 19 mars 2022     | Stade de France, Saint-Denis   | Angleterre     | V 25-13 | Tournoi des Six Nations | Melvyn Jaminet - Damian Penaud, Gaël Fickou, Jonathan Danty, Gabin Villière - (o) Romain Ntamack, (m) Antoine Dupont - Grégory Alldritt, Anthony Jelonch, François Cros - Paul Willemse, Cameron Woki - Uini Atonio, Julien Marchand, Cyril Baille 3 essais (Fickou, Cros, Dupont), 2 transformations (Jaminet x2), 2 pénalités (Jaminet x2)                    |
| 2 juillet 2022   | Toyota Stadium, Toyota         | Japon          | V 23-42 | Test match              | Melvyn Jaminet - Damian Penaud, Virimi Vakatawa, Yoram Moefana, Matthis Lebel - (o) Matthieu Jalibert, (m) Maxime Lucu - Yoan Tanga, Charles Ollivon , Dylan Cretin - Thomas Jolmès, Thibaud Flament - Demba Bamba, Peato Mauvaka, Jean-Baptiste Gros 5 essais (Penaud x2, Lebel, Moefana, Bourgarit), 4 transformations (Jaminet x4), 3 pénalités (Jaminet x3) |
| 9 juillet 2022   | Stade national, Tokyo          | Japon          | V 15-20 | Test match              | Max Spring - Damian Penaud, Virimi Vakatawa, Yoram Moefana, Matthis Lebel - (o) Matthieu Jalibert, (m) Maxime Lucu - Yoan Tanga, Charles Ollivon , Dylan Cretin - Thomas Jolmès, Thibaud Flament - Demba Bamba, Peato Mauvaka, Jean-Baptiste Gros 2 essais (Couilloud, Lebel), 2 transformations (Lucu, Jalibert), 2 pénalités (Lucu, Jalibert)                 |
| 5 novembre 2022  | Stade de France, Saint-Denis   | Australie      | V 30-29 | Test match              | Thomas Ramos - Damian Penaud, Gaël Fickou, Jonathan Danty, Yoram Moefana - (o) Romain Ntamack, (m) Antoine Dupont - Grégory Alldritt, Charles Ollivon, Anthony Jelonch - Thibaud Flament, Cameron Woki - Uini Atonio, Julien Marchand, Cyril Baille 2 essais (Marchand, Penaud), 1 transformation (Ramos), 6 pénalités (Ramos x6)                               |
| 12 novembre 2022 | Orange Vélodrome, Marseille    | Afrique du Sud | V 30-26 | Test match              | Thomas Ramos - Damian Penaud, Gaël Fickou, Jonathan Danty, Yoram Moefana - (o) Romain Ntamack, (m) Antoine Dupont - Charles Ollivon, Grégory Alldritt, Anthony Jelonch - Thibaud Flament, Cameron Woki - Uini Atonio, Julien Marchand, Cyril Baille 2 essais (Baille, Falatea), 1 transformation (Ramos), 6 pénalités (Ramos x6)                                |
| 20 novembre 2022 | Stadium, Toulouse              | Japon          | V 35-17 | Test match              | Thomas Ramos - Damian Penaud, Gaël Fickou, Jonathan Danty, Yoram Moefana - (o) Romain Ntamack, Maxime Lucu - Charles Ollivon , Grégory Alldritt, Anthony Jelonch - Romain Taofifénua, Cameron Woki - Uini Atonio, Julien Marchand, Reda Wardi 4 essais (Penaud x2, Ollivon, Jelonch), 3 transformation (Ramos x3), 3 pénalités (Ramos x3)                       |

## Joueurs
Au cours de l'année 2022 le Stade toulousain conserve son statut de premier fournisseur des Bleus avec onze joueurs sélectionnés, suivi par le Stade rochelais avec 7 joueurs et le Racing 92, avec 6 joueurs sélectionnés en équipe de France. 
Le staff de Fabien Galthié fit jouer au total 43 joueurs durant cette année, de 11 clubs différents, tous de Top 14 (les clubs non-représentés sont ceux de l'Aviron bayonnais, du Biarritz olympique, du CA Brive et du Castres olympique). Aucun joueur n'a participé aux dix matches de l'équipe de France, mais 4 en ont joué 9, Maxime Lucu, Peato Mauvaka, Yoram Moefana et Damian Penaud. 
| Joueurs            | Club 2021-2022        | Club 2022-2023        | Pos.             | Sél. (cap.) | Pts. | Ess. | Tr. | Pén. | Dp. |
| ------------------ | --------------------- | --------------------- | ---------------- | ----------- | ---- | ---- | --- | ---- | --- |
| Grégory Alldritt   | Stade rochelais       | Stade rochelais       | 3e ligne         | 8           | -    | -    | -   | -    | -   |
| Uini Atonio        | Stade rochelais       | Stade rochelais       | Pilier           | 8           | -    | -    | -   | -    | -   |
| Cyril Baille       | Stade toulousain      | Stade toulousain      | Pilier           | 7           | 5    | 1    | -   | -    | -   |
| Demba Bamba        | Lyon OU               | Lyon OU               | Pilier           | 5           | -    | -    | -   | -    | -   |
| Pierre Bourgarit   | Stade rochelais       | Stade rochelais       | Talonneur        | 2           | 5    | 1    | -   | -    | -   |
| Bastien Chalureau  | Montpellier HR        | Montpellier HR        | 2e ligne         | 2           | -    | -    | -   | -    | -   |
| Baptiste Couilloud | Lyon OU               | Lyon OU               | Demi de mêlée    | 2           | 5    | 1    | -   | -    | -   |
| Dylan Cretin       | Lyon OU               | Lyon OU               | 3e ligne         | 7           | -    | -    | -   | -    | -   |
| François Cros      | Stade toulousain      | Stade toulousain      | 3e ligne         | 5           | 5    | 1    | -   | -    | -   |
| Jonathan Danty     | Stade rochelais       | Stade rochelais       | Centre           | 7           | 5    | 1    | -   | -    | -   |
| Ibrahim Diallo     | Racing 92             | Racing 92             | 3e ligne         | 1           | -    | -    | -   | -    | -   |
| Antoine Dupont     | Stade toulousain      | Stade toulousain      | Demi de mêlée    | 7 (7)       | 10   | 2    | -   | -    | -   |
| Sipili Falatea     | ASM Clermont          | ASM Clermont          | Pilier           | 4           | -    | -    | -   | -    | -   |
| Gaël Fickou        | Racing 92             | Racing 92             | Centre           | 8           | 10   | 2    | -   | -    | -   |
| Thibaut Flament    | Stade toulousain      | Stade toulousain      | 2e ligne         | 8           | -    | -    | -   | -    | -   |
| Jean-Baptiste Gros | RC Toulon             | RC Toulon             | Pilier           | 7           | -    | -    | -   | -    | -   |
| Mohamed Haouas     | Montpellier HR        | Montpellier HR        | Pilier           | 2           | -    | -    | -   | -    | -   |
| Antoine Hastoy     | Section paloise       | Stade rochelais       | Demi d'ouverture | 1           | -    | -    | -   | -    | -   |
| Matthieu Jalibert  | Union Bordeaux Bègles | Union Bordeaux Bègles | Demi d'ouverture | 4           | 5    | -    | 1   | 1    | -   |
| Melvyn Jaminet     | USA Perpignan         | Stade toulousain      | Arrière          | 6           | 71   | -    | 13  | 15   | -   |
| Anthony Jelonch    | Stade toulousain      | Stade toulousain      | 3e ligne         | 8           | 15   | 3    | -   | -    | -   |
| Thomas Jolmès      | Union Bordeaux Bègles | Union Bordeaux Bègles | 2e ligne         | 2           | -    | -    | -   | -    | -   |
| Thomas Lavault     | Stade rochelais       | Stade rochelais       | 2e ligne         | 2           | -    | -    | -   | -    | -   |
| Matthis Lebel      | Stade toulousain      | Stade toulousain      | Ailier           | 4           | 10   | 2    | -   | -    | -   |
| Maxime Lucu        | Union Bordeaux Bègles | Union Bordeaux Bègles | Demi de mêlée    | 9           | 5    | -    | 1   | 1    | -   |
| Sekou Macalou      | Stade français Paris  | Stade français Paris  | 3e ligne         | 2           | -    | -    | -   | -    | -   |
| Julien Marchand    | Stade toulousain      | Stade toulousain      | Talonneur        | 8           | 5    | 1    | -   | -    | -   |
| Peato Mauvaka      | Stade toulousain      | Stade toulousain      | Talonneur        | 9           | -    | -    | -   | -    | -   |
| Yoram Moefana      | Union Bordeaux Bègles | Union Bordeaux Bègles | Centre           | 9           | 10   | 2    | -   | -    | -   |
| Romain Ntamack     | Stade toulousain      | Stade toulousain      | Demi d'ouverture | 8           | 2    | -    | 1   | -    | -   |
| Charles Ollivon    | RC Toulon             | RC Toulon             | 3e ligne         | 5 (3)       | 5    | 1    | -   | -    | -   |
| Damian Penaud      | ASM Clermont          | ASM Clermont          | Ailier           | 9           | 40   | 8    | -   | -    | -   |
| Dany Priso         | Stade rochelais       | Stade rochelais       | Pilier           | 3           | -    | -    | -   | -    | -   |
| Thomas Ramos       | Stade toulousain      | Stade toulousain      | Arrière          | 6           | 55   | -    | 5   | 15   | -   |
| Max Spring         | Racing 92             | Racing 92             | Arrière          | 1           | -    | -    | -   | -    | -   |
| Yoan Tanga         | Racing 92             | Stade rochelais       | 3e ligne         | 2           | -    | -    | -   | -    | -   |
| Romain Taofifenua  | Lyon OU               | Lyon OU               | 2e ligne         | 7           | -    | -    | -   | -    | -   |
| Selevasio Tolofua  | Stade toulousain      | Stade toulousain      | 3e ligne         | 1           | -    | -    | -   | -    | -   |
| Virimi Vakatawa    | Racing 92             | Racing 92             | Centre           | 2           | -    | -    | -   | -    | -   |
| Gabin Villière     | RC Toulon             | RC Toulon             | Ailier           | 4           | 15   | 3    | -   | -    | -   |
| Reda Wardi         | Stade rochelais       | Stade rochelais       | Pilier           | 2           | -    | -    | -   | -    | -   |
| Paul Willemse      | Montpellier HR        | Montpellier HR        | 2e ligne         | 5           | 5    | 1    | -   | -    | -   |
| Cameron Woki       | Union Bordeaux Bègles | Racing 92             | 3e ligne         | 8           | -    | -    | -   | -    | -   |

## Capitanat
Toujours confrontés à la blessure de Charles Ollivon au début de l'année, l'équipe de France continue d'être menée par son demi de mêlée Antoine Dupont, qui la conduit au Grand Chelem. Laissé au repos avec les principaux cadres pour la tournée d'été, celui-ci laisse le brassard à son ancien propriétaire, remis de blessure et qui le porte ainsi lors des deux rencontres face aux Nippons. Les deux joueurs étant tous les deux présents dans le groupe pour la tournée d'automne, le staff décide de la laisser à Antoine Dupont. Cependant, lors du deuxième match de la tournée face au Sud-Africains, celui-ci écope d'un carton rouge pour un plaquage en l'air sur Cheslin Kolbe et est donc suspendu pour le dernier match de la tournée face au Japon. Le brassard revient donc à Ollivon qui le porte ainsi pour la troisième fois de l'année, toujours face aux Japonais.   

## Statistiques

### Meilleurs réalisateurs
C'est l'arrière Melvyn Jaminet qui bute pour le XV de France, Romain Ntamack le suppléant. Blessé pour la tournée d'automne, c'est Thomas Ramos qui prend la charge du but pour les trois derniers matches.
| Rang | Joueur          | Poste         | Points | Essais | Transf. | Pén. | Drops |
| ---- | --------------- | ------------- | ------ | ------ | ------- | ---- | ----- |
| 1    | Melvyn Jaminet  | Arrière       | 71     | -      | 13      | 15   | -     |
| 2    | Thomas Ramos    | Arrière       | 55     | -      | 5       | 15   | -     |
| 3    | Damian Penaud   | Ailier        | 40     | 8      | 0       | 0    | 0     |
| 4    | Gabin Villière  | Ailier        | 15     | 3      | 0       | 0    | 0     |
| -    | Anthony Jelonch | 3e ligne aile | 15     | 2      | 0       | 0    | 0     |
| 6    | Antoine Dupont  | Demi de mêlée | 10     | 2      | 0       | 0    | 0     |
| -    | Gaël Fickou     | Centre        | 10     | 2      | 0       | 0    | 0     |
| -    | Yoram Moefana   | Centre        | 10     | 2      | 0       | 0    | 0     |
| -    | Matthis Lebel   | Ailier        | 10     | 2      | 0       | 0    | 0     |

### Meilleurs marqueurs
Ayant participé à 9 des 10 matches de l'équipe de France cette année, le Clermontois Damian Penaud est le meilleur marqueur d'essais de cette équipe, inscrivant 8 essais, marquant notamment trois doublés, contre l'Écosse et deux contre le Japon. Juste derrière lui, le Toulonnais Gabin Villière inscrivit trois essais, tous dans le match des Six Nations face à l'Italie.
| Rang | Joueur             | Poste                | Essais |
| ---- | ------------------ | -------------------- | ------ |
| 1    | Damian Penaud      | Ailier               | 8      |
| 2    | Gabin Villière     | Ailier               | 3      |
| -    | Anthony Jelonch    | Troisième ligne aile | 3      |
| 4    | Antoine Dupont     | Demi de mêlée        | 2      |
| -    | Gaël Fickou        | Centre               | 2      |
| -    | Yoram Moefana      | Centre               | 2      |
| -    | Matthis Lebel      | Ailier               | 2      |
| -    | Cyril Baille       | Pilier               | 2      |
| 9    | Julien Marchand    | Talonneur            | 1      |
| -    | Charles Ollivon    | 3e ligne aile        | 1      |
| -    | Pierre Bourgarit   | Talonneur            | 1      |
| -    | Baptiste Couilloud | Demi de mêlée        | 1      |
| -    | Jonathan Danty     | Centre               | 1      |
| -    | Paul Willemse      | 2e ligne             | 1      |
| -    | François Cros      | 3e ligne aile        | 1      |

## Audiences télévisuelles
| Jour de diffusion | Horaire             | Match                   | Compétition             | Diffuseur | Téléspectateurs | Part d'audience |
| ----------------- | ------------------- | ----------------------- | ----------------------- | --------- | --------------- | --------------- |
| 6 février 2022    | 16 h (UTC+01:00)    | France – Italie         | Tournoi des Six Nations | France 2  | 5 870 000       | 40,4 %          |
| 12 février 2022   | 17 h 45 (UTC+01:00) | France – Irlande        | Tournoi des Six Nations | France 2  | 6 450 000       | 40,4 %          |
| 26 février 2022   | 15 h 15 (UTC+01:00) | Écosse – France         | Tournoi des Six Nations | France 2  | 5 050 000       | 44,8 %          |
| 11 mars 2022      | 21 h (UTC+01:00)    | Pays de Galles – France | Tournoi des Six Nations | France 2  | 6 880 000       | 30,7 %          |
| 19 mars 2022      | 21 h (UTC+01:00)    | France – Angleterre     | Tournoi des Six Nations | France 2  | 8 950 000       | 38,9 %          |
| 2 juillet 2022    | 8 h (UTC+01:00)     | Japon – France          | Tournée d'été           | TF1       | 854 000         | 21,6 %          |
| 9 juillet 2022    | 7 h 50 (UTC+01:00)  | Japon – France          | Tournée d'été           | TF1       | 899 000         | 24,9 %          |
| 5 novembre 2022   | 21 h (UTC+01:00)    | France – Australie      | Tournée d'automne       | France 2  | 5 118 000       | 23,7 %          |
| 12 novembre 2022  | 21 h (UTC+01:00)    | France – Afrique du Sud | Tournée d'automne       | France 2  | 5 535 000       | 25,9 %          |
| 20 novembre 2022  | 14 h (UTC+01:00)    | France – Japon          | Tournée d'automne       | France 2  | 4 280 000       | 28,9 %          |